# Oediplexia mesophaea
Oediplexia mesophaea là một loài bướm đêm trong họ Noctuidae.